# August-Bebel-Allee
Die August-Bebel-Allee ist eine Straße in Bremen, Stadtteile Vahr, Ortsteil Neue Vahr Nord und etwas im Ortsteil Schwachhausen. Sie führt in West-Ost-Richtung von der Bürgermeister-Spitta-Allee bis zur Paul-Singer-Straße.
Die Querstraßen und Anschlussstraßen wurden zumeist nach bedeutenden Sozialdemokraten u. a. als Bürgermeister-Spitta-Allee nach dem Politiker (DDP, BDV und FDP), Bürgermeister und Senator in Bremen Theodor Spitta (1873–1969), Wilhelm-Liebknecht-Straße nach einem der Gründerväter der Sozialdemokratischen Partei Deutschlands (SPD), Philipp-Scheidemann-Straße nach dem Politiker (SPD) und Reichsministerpräsidenten (1919), Otto-Braun-Straße nach dem Politiker (SPD) und Ministerpräsident von Preußen (1920–1921, 1921–1925, 1925–1932), Karl-Kautsky-Straße nach dem Philosoph und Politiker (SPD, USPD), Friedrich-Stampfer-Straße nach dem Journalist und Politiker (SPD) und Paul-Singer-Straße nach dem Mitbegründer und Vorsitzenden der SPD und Reichstagsabgeordneten; ansonsten siehe beim Link zu den Straßen.

## Geschichte

### Name
August Bebel (1840–1913) war einer der Begründer der deutschen Sozialdemokratie und gilt bis in die Gegenwart als eine ihrer herausragenden historischen Persönlichkeiten. Bebel war von 1867 bis 1881 und 1883 bis zu seinem Tod Mitglied des Reichstags des Norddeutschen Bundes bzw. des Kaiserreichs und von 1892 bis 1913 Vorsitzender der SPD. Am 11. November 1958 beschloss der Senat die Benennung der Straße nach ihm.

### Entwicklung
Die Vahr (1167 Vare, später Voren; Fuhren = Furche) ist ein sehr junger Stadtteil von Bremen, in dem von 1954 bis 1964 rund 14.000 u. a. sozial geförderte Wohnungen in der Großwohnsiedlung für über 33.000 Einwohner gebaut wurden. Bauherr für viele Wohnungen war die Neue Heimat. 1964 wurde die Heilig-Geist-Kirche eingeweiht. Am Anfang der Straße entstand bis 1975 das IBM-Bürohochhaus, welches heute die Holding der Zech Group nutzt. In dem Ostteil dieser Straße (Neue Vahr-Nord) leben aktuell um die 8000 Einwohner.
Im Nahverkehr in Bremen durchfährt die Buslinie 24 (Rablinghausen ↔ Neue Vahr-Nord) die Straße.

## Gebäude und Anlagen

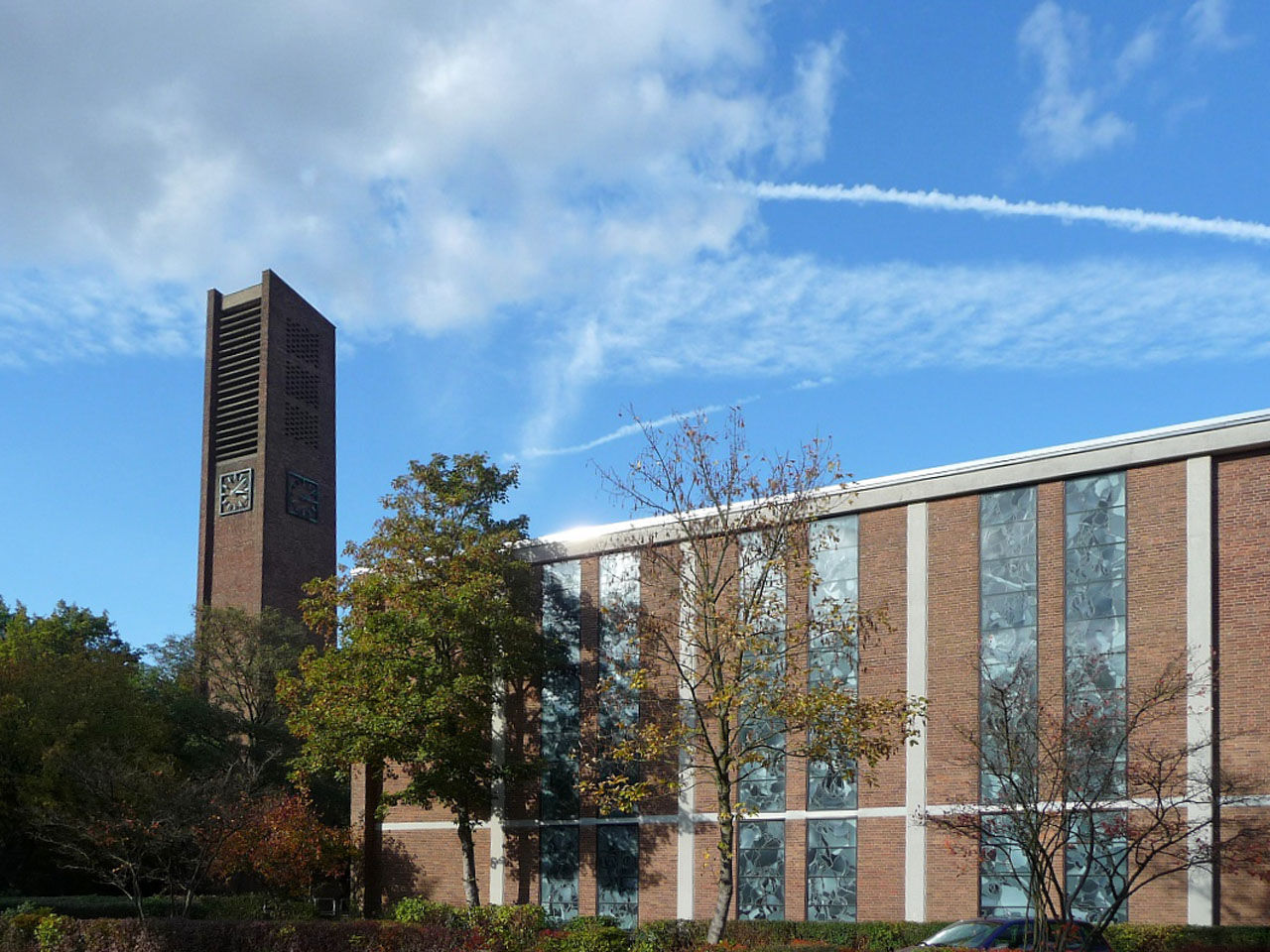
Heilig-Geist-Kirche

An der Straße stehen zwei- bis achtgeschossige Wohnhäuser.
Erwähnenswerte Gebäude und Anlagen
- Nr. 1: 9-gesch. elegantes Bürohochhaus von 1975 gebaut für die IBM nach Plänen von Helmut Dierks (Hamburg)[1], heute Sitz der Zech Group, eine international agierende Unternehmensgruppe im Baubereich
- Ecke Bürgermeister-Spitta-Allee: 4-gesch. Wohnhaus
- Nr. 3: 6- bis 7-gesch. Wohnhaus
- Nr. 4: 7-gesch. Hotel als Esso-Motor-Hotel von 1972 nach Plänen von Herbert Grossner (Hamburg),[2] heute Penta Hotel
- Nr. 6 bis 10b: 3- bis 8-gesch. Wohnhausgruppe
- Nr. 14 bis 262: 2-gesch. Reihenhäuser
- Nr. 23: 1-gesch. Kinder- und Familienzentrum, Kita
- Nr. Ecke Philipp-Scheidemann-Straße 1: 15-gesch. Wohnhochhaus
- Nr. 7a–11: 1-gesch. Geschäftshaus
- Nr. 17 bis 51: Drei langgestreckte 5-gesch. Wohnhäuser
- Nr. 274/284: Evangelische Heilig-Geist-Kirche mit Kirchturm und 2-gesch. Gemeindezentrum der Kirchengemeinde in der Neuen Vahr von 1964 nach Plänen von Gerhard Müller-Menckens sowie 2-gesch. Haus der Kinder- und Jugendhilfe
  - 2-gesch. Kindertagesstätte von 2021 nach Plänen von Püffel Architekten (Bremen)[3]
- Nr. 286/288: 1-gesch. Einkaufszentrum mit u. a. Gaststätten und SB-Sparkasse

Kunstobjekte

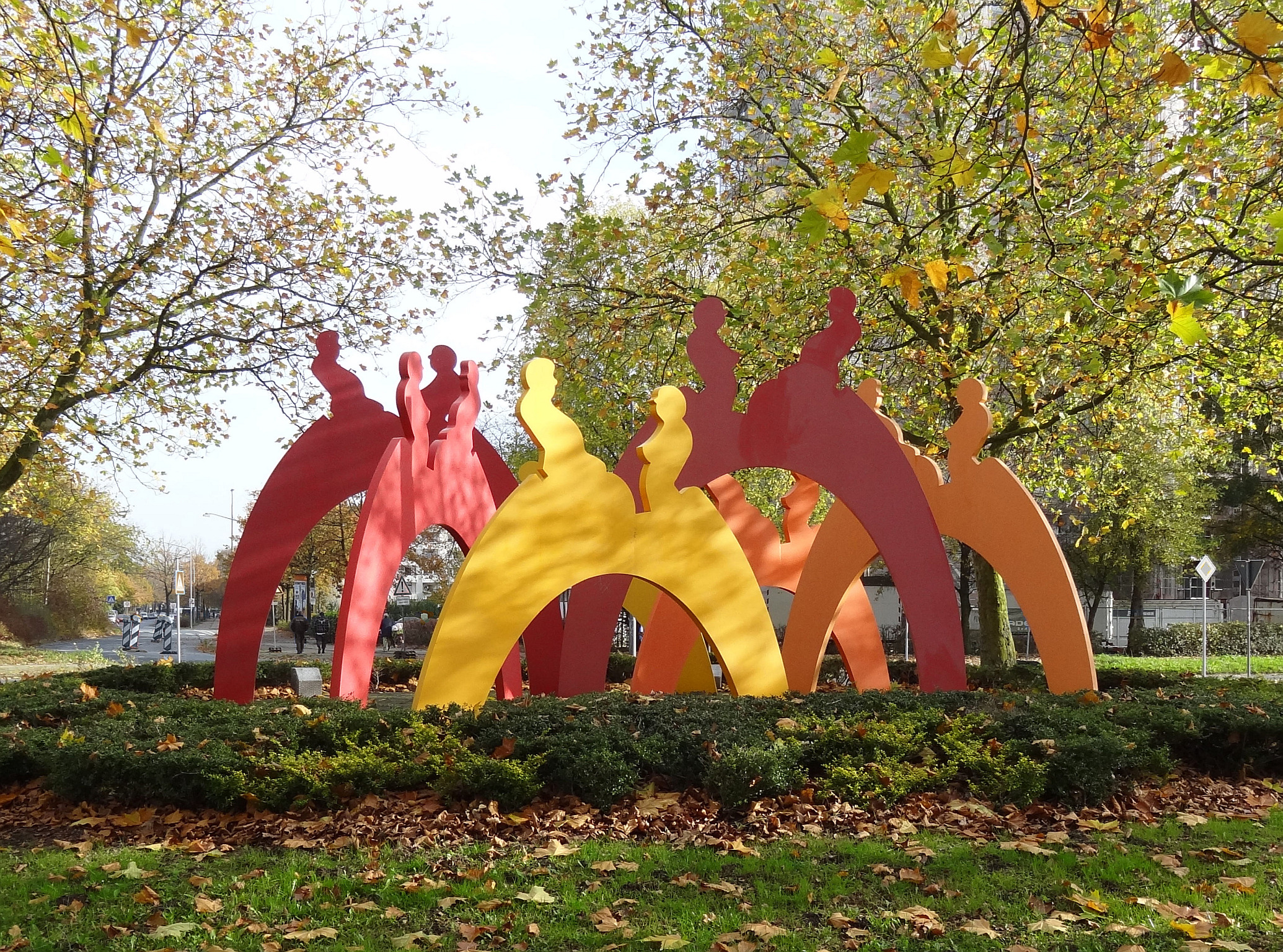
Paare

- Paare (Skulptur) auf der Mittelinsel des Kreisverkehrs am östlichen Ende der August-Bebel-Allee von 2002 aus Stahl vom Bildhauer Hans-J. Müller. Mann und Frau im Gegenüber symbolisieren Gespräch und Miteinander in der Vahr.[4][5]